# TSV München-Ost
Der TSV München-Ost e. V. ist ein Sportverein in München mit etwa 4.000 Mitgliedern und 13 Sportabteilungen. Der Verein ist einer der größten Sportvereine in München und unterhält zahlreiche Sportstätten in München und Umgebung inklusive einer eigenen Vereinsgaststätte.

## Geschichte
Der TSV München-Ost gehört mit seiner über 100-jährigen Geschichte mit zu den ältesten, heute noch aktiven Sportvereinen der Stadt München.
- 16. März 1897: 56 „Turngenossen“ gründen mit Unterstützung der örtlichen SPD und den Gewerkschaften in einem Gaststättensaal in der Pariser Straße 30 den TSV München-Ost als „Arbeiter-Turn-Verein München-Ost“. Da der Verein zu diesem Zeitpunkt über kein eigenes Vereinsgelände oder -gebäude verfügt, findet der Turnbetrieb zunächst in Nebenzimmern von Gaststätten mit selbstmitgebrachten Geräten statt.[2]
- 1904: Eintrag im amtlichen Vereinsregister. Der Sportbetrieb findet weiter in Schulturnhallen und Wirtshaussälen der Umgebung statt (z. B. „Münchner-Kindl-Keller“, „Schleibinger Keller“).[3]
- 1906: Gründung der Damen-Turnabteilung als Novum im damals männerdominierten Turnsport
- 1926: Erwerb des Vereinsgeländes und Bau eines Vereinsheims sowie einer Turnhalle an der St.-Martin-Straße in Obergiesing
- 19. Mai 1933: Auflösung durch die Nationalsozialisten. Das Vereinsheim wird in das SA-Heim „Georg Hirschmann“ umgewidmet.[4]
- 30. Dezember 1936: Die NS-Stadtverwaltung verkauft das ehemalige Vereinsheim und die damit verbundenen Grundstücke an die „Optischen Werke C.A. Steinheil Söhne GmbH München“ die dort eine Rüstungsfabrik betreiben.
- 16. Oktober 1945: Der TSV München-Ost wird in der Gaststätte „Sedan“ in Haidhausen durch ehemalige Vereinsmitglieder neu gegründet.[5]
- Juni 1948: Die Stadt München stellt dem TSV München-Ost seinen heutigen Platz an der Sieboldstraße in der Au zur Verfügung.

## Erfolge

### Leichtathletik
Die Leichtathletikabteilung des Vereins hat insbesondere in den 1950er und 1960er Jahren Athleten bis in die deutsche Spitze gebracht. So wurde 1955 Fritz Hänsch Deutscher Meister über 10.000 Meter. 1968 nahm mit dem Sprinter Gerhard Wucherer ein Sportler des TSV München-Ost an den Olympischen Spielen in Mexiko-Stadt teil und erreichte mit der Sprintstaffel das Finale.

### Basketball
Die Basketballerinnen des Vereins schafften zur Saison 2024/25 den Aufstieg in die 2. Bundesliga, nachdem die BG Litzendorf verzichtet hatte.

### Judo
Die Judoabteilung des TSV München-Ost hatte mit Armin Aigner einen der ersten zwanzig Dan-Träger Deutschlands. Armin Aigner hatte seine größten Erfolge mit dem Titel des Deutschen Meisters 1947, 1951, 1952 und 1954. 1949 wurde er Bayerischer Meister, 1951 mit dem deutschen Team Dritter bei der Mannschafts-Europameisterschaft. 1951 und 1954 gewann Armin Aigner mit dem TSV München-Ost zudem die Internationalen Deutschen Meisterschaften (Mitropa-Cup). Bei den einzigen gesamtdeutschen Mannschaftsmeisterschaften im geteilten Deutschland, die Anfang Mai 1954 in Berlin ausgetragen wurden, stand die Staffel des TSV München-Ost im Finale, verlor den Endkampf aber gegen die Mannschaft der BSG Wismut Freital.

### Handball
In den 1990er Jahren hatte vor allem die männliche Jugendmannschaft der Handballabteilung des TSV München-Ost ihre größten Erfolge. So konnte unter anderem im Jahr 1999 die A-Jugendmannschaft das internationale Jugend-Hallenhandballturnier IBOT für sich entscheiden. Die Männermannschaft spielte in den 1980er Jahren in der Regionalliga (3. Liga). In der Saison 2010/11 kehrte man in die Landesliga zurück. Im Jahr 2015 erfolgte der Abstieg in die zweitunterste Spielklasse. Die TSV-Handballer nehmen derzeit mit drei Herrenmannschaften, zwei Frauenteams und neun Nachwuchsmannschaften am Spielbetrieb des Bayerischen Handballverbandes (BHV) teil. Die 1. Herrenmannschaft und das 1. Damenteam spielen 2022/23 in der Bezirksliga Oberbayern.

#### Erfolge
| - DHB-Pokal Hauptrundenteilnehmer 1982 - Bayerischer Meister 1973 (3. Liga) - Bayerischer Vizemeister 1972 (3. Liga) - Aufstieg in die Bayernliga 1971 (3. Liga) - Aufstieg in die Regionalliga Süd 1984 (3. Liga) - Bayerischer Meister 1984 (4. Liga) | - Bayerischer Vizemeister 1983 (4. Liga) - Aufstieg in die Handball-Bayernliga 1982 - Südbayerischer Landesligameister 1982 - Aufstieg in die Landesliga 2010. 2017 - Oberbayerischer Meister 2010, 2017 |  |

Frauen
- Aufstieg in die südbayerische Landesliga 2019
- Oberbayerischer Meister 2019

Nachwuchs
- 1999 – Sieger IBOT (Handballturnier) männliche A-Jugend

## Sportangebot
Der TSV München-Ost bietet ein breites Sportangebot für Freizeit- und Leistungssportler. Seit 2006 gibt in Trägerschaft des Vereins auch eine Kindersportschule (KiSS), die Kindern zwischen drei und zehn Jahren ein sportartübergreifendes Angebot anbietet, welches von ausgebildeten Sportlehrern betreut wird.
| - Basketball - Bergsport - Boxen - Fitness | - Fußball - Handball - Judo | - Karate Do - Kara-Ho Kempo - Leichtathletik | - Tischtennis - Turnen-Tanz - Volleyball |  |